# Ловягин, Роман Михайлович
Роман Михайлович Ловягин (1873 — до 1945) — офицер Российского императорского флота, кораблестроитель, старший помощник судостроителя санкт-петербургского порта, подполковник Корпуса корабельных инженеров, инспектор торгового мореплавания и портов, директор-распорядитель Общества для классификации морских, речных и озёрных судов «Русский Регистр», писатель, автор словарных статей в «Энциклопедическом словаре Брокгауза и Ефрона», сотрудник «Нового энциклопедического словаря», действительный статский советник.

## Биография
Роман Михайлович Ловягин родился 10 марта 1873 года в Ревеле. Роман был младшим сыном в семье, его старший брат Александр Михайлович (1870—1925) стал журналистом, библиографом, педагогом, профессором. Роман поступил на кораблестроительное отделение Технического училища Морского ведомства в Кронштадте. В 1896 году был награждён серебряной медалью «В память царствования императора Александра III». В 1898 году окончил училище и был произведён в младшие судостроители.
В 1900 году окончил кораблестроительное отделение Николаевской Морской академии и 16 ноября того же года был произведён в чин старшего помощника судостроителя и назначен старшим помощником судостроителя санкт-петербургского порта. В 1901 году был направлен в Германию для составления подробного отчёта об испытаниях построенного крейсера «Новик».
В 1900—1902 годах Р. М. Ловягин спроектировал стальной барк «Великая Княгиня Ксения Александровна» в качестве учебного судна Бакинского и Астраханского училищ дальнего плавания. В 1903 году судно было заложено на Сормовском заводе. Ловягин являлся наблюдающим за постройкой судна, но был вынужден вносить изменения в свой проект по предложению великого князя Александра Михайловича, супруга сестры императора Ксении Александровны. 29 сентября 1904 года барк был спущен на воду. Ходовые испытания выявили большую валкость судна, неудобную планировку помещений и надстроек, а также другие недостатки, вследствие которых судно до Баку пришлось вести на буксире. Летом 1905 года судно вышло в первое учебное плавание по Каспийскому морю с учениками на борту. 3 июня 1907 года специальная комиссия признала судно непригодным для плавания под парусами ввиду малой остойчивости. В последующем судно неоднократно модернизировалось.
Ловягин постоянно сотрудничал с журналом «Русское судоходство», участвовал в международных съездах и встречах по проблемам судоходства. Под псевдонимом Р. Л—н являлся автором более 70 словарных статей на морскую тематику в «Энциклопедическом словаре Брокгауза и Ефрона». В 1913 году он стал сотрудником «Нового энциклопедического словаря», где были опубликованы его статьи, также на морскую тематику.
Вышел в отставку в чине подполковника корпуса корабельных инженеров, был назначен инспектором торгового мореплавания и портов, в 1915 году — управляющим Отделом промышленности Министерства торговли и промышленности. Действительный статский советник.
1 апреля 1914 года был назначен директором-распорядителем Общества для классификации морских, речных и озёрных судов «Русский Регистр» . 13 марта 1917 года стал членом Технического совета Министерства торговли и промышленности, участвовал в заседаниях Временного Правительства.

## Эмиграция
В декабре 1917 года при Народном Комиссариате по торговле и промышленности была создана Комиссия по торговому флоту во главе с В. Л. Татариновым, которой, в числе ряда вопросов, было поручено составление планов нового торгового судостроения и загрузки судостроительных заводов, а также разработка типов стандартных транспортных судов. Для решения этой задачи образовано Постоянное Совещание ведущих кораблестроителей с исполнительным бюро в составе Р. М. Ловягина (директор Русского Регистра -председатель), Ю. А. Шиманского, В. Л. Поздюнина, Н. Е. Путова, А. А. Лукашевича и других.
В 1920-е годы эмигрировал в Эстонию, состоял в Кассе взаимопомощи русских моряков. Преподавал на Русских высших политехнических курсах. В 1929 году переехал в Париж, был членом Общества бывших воспитанников Морского инженерного училища в Париже. В 1936 году переехал в Англию. В Лондоне был редактором и издателем «Лондонского справочного листка» (Издание Лондонского кружка окончивших русские высшие учебные заведения). Затем переехал в США. Сообщение о смерти без указания даты и места захоронения было опубликовано в бюллетене Общества инженеров флота в Америке (№ 42 за 1945 год).

## Семья
Роман Михайлович Ловягин был женат на Елене Вильгельмовне, урождённой Витгефт (9.12.1875 — 12.01.1966). В семье родились две дочки: Елена, в замужестве Гольтгоер (27.10.1903 — 1.05.1962) и Милица, в замужестве Пантелеева (1908 — ?).

## Публикации
- Ловягин Р. М. Минный крейсер в 500 т. вод., построенный по заказу Особого комитета по усилению военнаго флота на добровольныя пожертвования / Судостроительный и механический з-д Ланге и сын в Риге. Санкт-Петербург : Типолитогр. Г.де-Кельш, 1905
- Ловягин Р. М., Молодежников Г. М. Осмотр Российских торговых судов и их механизмов. Труды отдела торговых портов. Выпуск XIV Положения об осмотрах с приложением технических подробностей. / СПб, 1905
- Ловягин Р. М. Гибель Титаника. Расследования, произведённые в Англии и Америке / Санкт-Петербург: типо-лит. «Якорь», 1913
- Ловягин Р. М. О применении железобетона в судостроении. Ежегодник Союза морских офицеров, т. 11, 1917.